# Анрі Масперо
Анрі Поль Ґасто́н Масперо́ (фр. Henri Paul Gaston Maspero; 15 грудня 1883, Париж — 17 березня 1945, Бухенвальд) — французький китаєзнавець, професор, спеціаліст з мов та історії Індокитаю, відомий своїм внеском у вивчення Східної Азії. Перший європейський дослідник даосизму. Син відомого французького археолога Ґастона Масперо.

## Життєпис
Народився 15 грудня 1883 року в Парижі в родині вихідців з Італії, що мала також єврейське коріння. Після того, як він здобув освіту з історії та літератури, Масперо-молодший у 1905 році приєднується до свого батька, який у той час працював в Єгипті, і пізніше публікує своє власне дослідження Les Finances de l'Egypte sous les Lagides. Після повернення до Парижа у 1907 році вивчав китайську мову під керівництвом археолога та китаєзнавця Едуарда Шаванна та право в Національному інституті східних мов та цивілізацій. У 1908 році вирушив до Ханоя, аби продовжити навчання у Французькому інституті Далекого Сходу.
У 1918 році змінив Едуарда Шаванна на посаді голови кафедри китайської мови в Колеж де Франс, у 1920 році отримав звання професора. У 1927 році опублікував монументальну працю «Стародавній Китай» (La Chine Antique). В наступні роки зайняв місце Марселя Гране на чолі кафедри китайської цивілізації в Сорбонні, керував відділом китайської релігії в Практичній школі вищих досліджень, був обраний членом Академії надписів та красного письменства.
26 липня 1944 року Масперо та його дружина, які знаходилися в окупованому Парижі, були арештовані через участь їхнього сина у французькому Русі Опору. Масперо був відправлений до концентраційного табору Бухенвальд, де через пів року 17 травня 1945 у 61 рік помер.
Батько французького книговидавця, письменника та журналіста Франсуа Масперо.